# Thomas de Morigny
Thomas de Morigny (en latin : Thomas Mauriniacensis) est un abbé français du XIIe siècle, chroniqueur et auteur de lettres, de sermons, du second livre de la Chronique de Morigny (Chronicon Mauriniacense), ainsi que d'une réfutation en règle des théories de Pierre Abélard.

## Biographie
Thomas, né vers 1080 à Épernon dans une famille de très basse extraction, vint faire ses études à Étampes vers 1094 en compagnie de son ami d'enfance Garin le Blanc, quant à lui fils d'un chevalier d'Épernon. Garin entra peu après au monastère de Morigny dont l'abbé irrégulier était alors un certain Aubert et le prieur un certain Roger, tous originaires du pays chartrain. Thomas après quelques hésitations finit par l'y rejoindre. Peu après, après 1096, Aubert et Roger ayant été chassés de Morigny et remplacés par l'abbé légitime Renaud, Thomas et Garin partirent avec eux au monastère de Coulombs, en Beauce chartraine, où ils prononcèrent leurs vœux définitifs et où Thomas se consacra à l'étude pendant une dizaine d'années.
À la fin de l'année 1110, les moines de Morigny l'élurent pour abbé dans des circonstances matériellement très difficiles, en raison d'une grave disette qui frappa la région trois années d'affilée. Thomas fit front et se révéla un orateur distingué, sachant se ménager des amitiés auprès de personnes influentes et lever des fonds auprès de la population pour continuer à édifier le monastères ainsi qu'à mettre en valeur ses possessions en Beauce, tant dans le pays de Chartres que dans celui de Pithiviers.
Il fut abbé de Morigny de 1111 à 1140. Pour défendre les intérêts de son monastère contre les prétentions de ses rivaux et s'attirer les faveurs des rois, des papes, des cardinaux, des évêques et des nobles de la région, il fut amené à de nombreux déplacements.
Au printemps 1140, découragé par l'hostilité de l'archevêque de Sens Henri Sanglier, il quitta le monastère et se réfugia au prieuré Saint-Martin-des-Champs à Paris, où il resta jusqu'en 1144 en se livrant à nouveau à l'étude, et où il composa un traité contre les théories de Pierre Abélard. À cette date, son successeur l'abbé Macaire ayant été promu abbé de Saint-Benoît-sur-Loire, il envisagea de revenir au monastère de Morigny et demanda conseil à Bernard de Clairvaux. Finalement il s'en retourna à l'abbaye Notre-Dame de Coulombs, où il mourut le 10 janvier 1145.

## Œuvre littéraire
On a conservée plusieurs productions littéraires de Thomas:
- Une lettre à l'archevêque de Sens Daimbert[2] (1119).

- Une lettre au cardinal Chrysogone[3] (1119).

- Une lettre à saint Bernard de Clairvaux[4] (1144).

- Un sermon pour la Pâque[5] (non daté).

- Un sermon pour l'Ascension[5] (non daté).

- Le deuxième livre de la Chronique de Morigny[6] (1131 ou 1132). Thomas continue le récit de Thiou depuis 1108 jusqu'à la vingtième année de son propre abbatiat, c'est-à-dire jusqu'en 1131. Le récit de la suite de son abbatiat, de 1131 à 1140, ne sera raconté que vingt ans plus tard par son ami d'enfance Garin le Blanc, dans ce qu'on appelle le 3e livre de la Chronique de Morigny. L'attribution de ce deuxième livre à Thomas a été démontrée dès 1898 par Karl Hampe[7].

- Une réfutation des théories de Pierre Abélard (entre 1141 et 1144), la Disputatio Catholicorum Patrum adversus dogmata Petri Abaelardi[8]. Son attribution à Thomas a été démontrée par M.-B. Carra de Vaux Saint-Cyr dès 1963[9].